# Eroi dell'inferno
Eroi dell'inferno è un film del 1987 diretto da Stelvio Massi (con lo pseudonimo di Max Steel).

## Trama
Uno scontento sergente Darkin deve proteggere il senatore Morris in visita in Vietnam che viene subito ucciso dai vietcong e Darkin arrestato per spionaggio ai danni degli stessi vietcong.